# Traité de Vincennes
Pour les articles homonymes, voir Vincennes (homonymie).
Le traité de Vincennes est un traité signé à Vincennes, le 28 février 1661, entre le duc de Lorraine, Charles IV, et le cardinal Mazarin, pour le roi de France, Louis XIV.
Il fait suite au traité des Pyrénées de 1659 et permet au duc de recouvrer le duché de Bar.

## Contexte
Le traité des Pyrénées prévoyait que le duc de Lorraine cède au roi de France le duché de Bar, le comté de Clermont et les trois prévôtés de Stenay, Dun et Jametz.

## Contenu

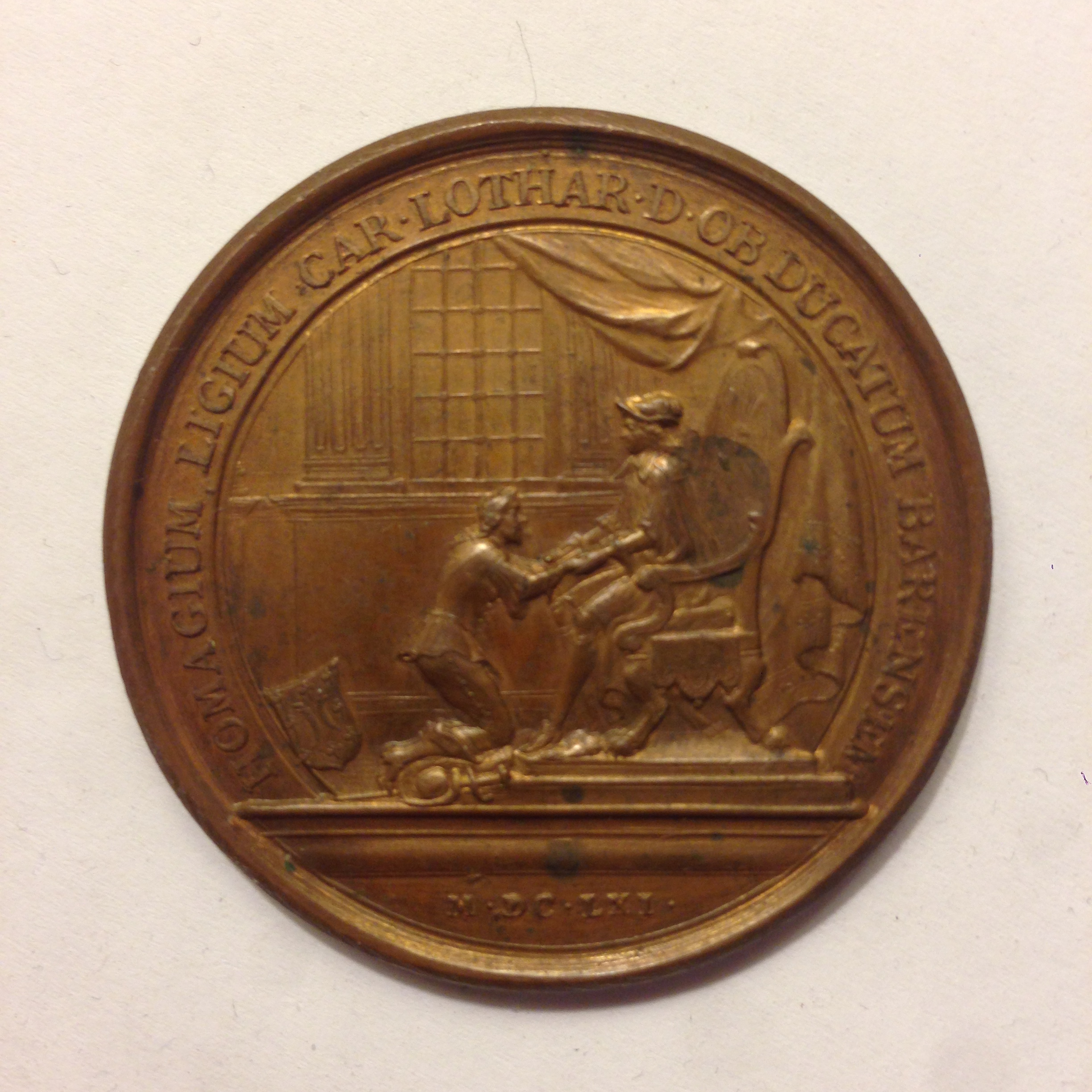
Hommage de Charles IV à Louis XIV pour le Barrois mouvant en 1661 au Louvre, en conséquence du traité de Vincennes

Le roi restitue au duc le duché de Bar (Art. IV). 
Le traité prévoit la cession d'un corridor d'une demi lieue (2,5 km) de large entre Metz et Strasbourg. Celui-ci permettant aux troupes du roi de France de rejoindre l'Alsace, possession française depuis le traité de Westphalie de 1648, sans passer par une terre étrangère : c'est la « route de France » ou « chemin royal ». Des cités comme Sierck-les-Bains, Sarrebourg, Héming ou Réding sont alors rattachées à la France.
Le duc cède au roi :
- Art. III  : chemin de Paris à la province des Trois-Évêchés
  - Place de Moyenvic « laquelle quoi qu’enclavée dans l’État de Lorraine, appartenait à l’Empire & a été cédée à S. M. par le traité fait à Munster le 24 octobre 1648 ».
  - Comté de Clermont et son domaine (Clermont-en-Argonne).
  - Prévôté et terre de Stenay et de Jametz.
  - Dun-sur-Meuse (mentionné dans l’Art. XVIII).

- Art. V : chemin de l’Évêché de Metz à l’Électorat de Trèves
  - « En premier lieu » : Place de Sierck « comme aussi du nombre de trente villages » :
    - Aboncourt, Altroff, Apach, Basse-Kontz, Bettlainville, Budange, Calembourg, La Croix, Freching, Haute-Kontz, Haute-Sierck, Hombourg, Kaltweiler, Kédange, Kemplich, Kerling, Klang,  Laumesfeld, Lemestroff, Malling, Metrich, Monneren, Montenach, Oudrenne, Rettel, Rudling, Rustroff, Saint-François, Saint-Hubert, Sainte-Marguerite.

- Art. VI : passage des Vosges
  - « En second lieu » : Places et postes de Xouaxange, Sarrebourg et Phalsbourg.

- Art. VII : chemin de Lille à Metz le long de la « frontière de fer »
  - « En troisième lieu » : « Partie du lieu & Prévôté de Marville & des appartenances, dépendances & annexes qui appartiennent au Sieur Duc, comme Duc de Bar, l’autre partie qui appartenait au Roy Catholique, comme Duc de Luxembourg ».

- Art. VIII : passage de la Moselle
  - « En quatrième lieu » : Abbaye de Gorze.

- Art. IX : accès de Metz
  - « En cinquième lieu » : lieu de Malatour (Mars-la-Tour) « & ce qui en dépend ».

- Art. X : chemin de Verdun à Metz
  - « En sixième lieu » : Lieux de Marchéville, Harville, Labeuville & Maizeray, « situés sur le chemin de Verdun à Metz, avec leur banlieue ».
  - La charte de l’époque[1] note les étapes suivantes pour « le Chemin Royal des Français en Lorraine, entre les Évêchés de Verdun et de Metz » : Fresnes-en-Woëvre (Évêché de Verdun) – Marchéville – Maizeray – Harville – Labeuville - Mars-la-Tour – Gorze.

- Art. XI : places sur la Sarre cédées au Roi
  - « En septième lieu » : « Lieux de Sishof, Franshof & Monteleu, situés sur la rivière de Sarre, avec leur banlieue ».
  - D'après la charte de l'époque[1] « Places sur la Sarre cédées au Roi » : Sirstrof [Siersdorf avec le château de Siersburg, nom donné en 1937 à la nouvelle commune, créée à partir des anciennes localités de Büren, Itzbach et Siersdorf (Siestroff), aujourd'hui incorporé en Rehlingen-Siersburg], Francaltroff[Information douteuse], Monceleux (château de Montclair en face de Mettlach dans la Sarre).

- Art. XII : plaque tournante du chemin de Metz à Strasbourg
  - « En huitième lieu » : Saline de Moyenvic.

- Art. XIII : chemin de Metz à Strasbourg
  - « En neuvième lieu » : « Chemin de la Côte de Delme & Lieux de la Solgne, Moncheux, Grémecey, Chambrey, Burthécourt au deça de Vic, comme aussi les villages de Lezey, Donnelay (on peut ajouter, avec preuves, que Juvelize bien que non comprise dans le tracé, fut mise au profit des fermiers du roi depuis 1670, et rendue au duc Léopold le 8/3/1718), Ormange, Azoudange, Gondrexange, Héming près Xouaxange, Sarrebourg, puis ceux de Mederville, Coursirode & Garrebourg près Phalsbourg »… « afin que S. M. ait un chemin qui puisse servir à ses sujets & à ses troupes quand elle voudra, pour aller de Metz en Alsace sur ses Terres, sans toucher ses États du Sieur Duc ».
  - La charte de l’époque[1] note les étapes suivantes pour « le Chemin Royal des Français en Lorraine, depuis l’Évêché de Metz jusqu’en Alsace» : La Solgne – Moncheux – Delme – Grémecey – Chambrey – Burthécourt – Moyenvic – Lezey – Donnelay – Ormange – Azoudange – Gondrexange – Héming – Sarrebourg – Niderviller – Courserode – Garrebourg – Phalsbourg.

- Art. XIV : contrôle des chemins, largeur du corridor
  - « Est convenu en outre, que le chemin ci-dessus commencera depuis le dernier village du Pays Messin entre Metz & Vic, jusqu’à Phalsbourg inclusivement & appartiendra en toute souveraineté à S. M. … & aura de largeur demi lieue de Lorraine en tous endroits. » (environ 2,5 km).

## Source
- (fr) Texte intégral, dans Frédéric Léonard, Recueil des traités..., fait par les rois de France..., Paris, tome III, 1693, pp. 320-331.